# 総合施設管理
株式会社総合施設管理（そうごうしせつかんり）は、東京都新宿区西新宿に本社を置く店舗系不動産専門の管理会社である。

## 概要
2002年に株式会社イリオスの子会社として設立。

主にビル管理・テナント管理、設備管理、商業施設運営、テナント誘致、サブリース、プロパティマネジメント・ビルマネジメントを行う管理会社である。

対応エリアは東京都・神奈川県・埼玉県・千葉県・茨城県・静岡県・山梨県の1都6県、大阪府・京都府・兵庫県の2府1県、および沖縄県。

2016年に本社を渋谷区から新宿区に移転。5月に資本金を5,000万円に増資。

## 事業所
- 本社（東京都新宿区西新宿）
- 大阪事務所（大阪府大阪市北区）
- 沖縄事務所（沖縄県那覇市）
- 事務センター（旧本社）（東京都新宿区西新宿）
- サテライトオフィス 銀座、立川、町田、横浜、藤沢、大宮、川越、幕張、柏、神戸、京都

## 関係会社
- 株式会社イリオス
- 商業マーケティングシステム株式会社（2017年10月に解散）
- 株式会社TCPCホールディングス
- アイアールアイM&Aコンサルティング株式会社